# Bataille de Lawfeld, 2 juillet 1747
La Bataille de Lawfeld, 2 juillet 1747 est un tableau de Louis-Charles-Auguste Couder, peint en 1836. Il s'agit de l'une des œuvres visibles dans la galerie des batailles, au château de Versailles, en France.

## Description
La Bataille de Lawfeld est une huile sur toile, de 4,65 m de haut sur 5,43 m de long. Elle représente une scène de la bataille de Lawfeld, en 1747.

## Localisation
L'œuvre est située dans la galerie des batailles, dans le château de Versailles. Les toiles de la galerie étant disposées par ordre chronologique, elle est placée entre celles représentant la bataille de Fontenoy (1745) et la bataille de Yorktown (1781).

## Historique
En 1833, le roi Louis-Philippe, au pouvoir depuis 3 ans, décide de convertir le château de Versailles en musée historique de la France. La galerie des batailles est inaugurée en 1837. 33 toiles monumentales y sont disposées, dépeignant des épisodes militaires de l'histoire de France.
Louis-Charles-Auguste Couder peint la toile en 1836.

## Artiste
Louis-Charles-Auguste Couder (1800-1842) est un peintre français.